# أشلي روبنسون
أشلي روبنسون (بالإنجليزية: Ashley Robinson)‏ مواليد 12 أغسطس 1982، هي لاعبة كرة سلة أمريكية بدأت مسيرتها الاحترافية في سنة 2004. تم اختيارها من قبل فريق فينيكس ميركوري خلال الدرافت. اعتزلت اللعب في 2013.

## المسيرة الاحترافية
لعبت مع فينيكس ميركوري في موسم 2004–2005، ثم لعبت مع شيكاغو سكاي في سنة 2006، ثم لعبت مع سياتل ستورم من سنة 2007 إلى 2011، ثم لعبت مع واشنطن ميستيكس في موسم 2012–2013، ثم لعبت مع سياتل ستورم في سنة 2013.

## روابط خارجية
- أشلي روبنسون على موقع الاتحاد الوطني لكرة السلة النسائية (الإنجليزية)
- أشلي روبنسون على موقع كرة السلة الأوروبية.كوم (الإنجليزية)
- أشلي روبنسون على موقع كلية كرة السلة في سبورتس رفرنس.كوم (الإنجليزية)
- أشلي روبنسون على موقع بروبوليرز (الإنجليزية)
- أشلي روبنسون على موقع سبورتس رفرنس (الإنجليزية)